# Jafar as-Sadiq

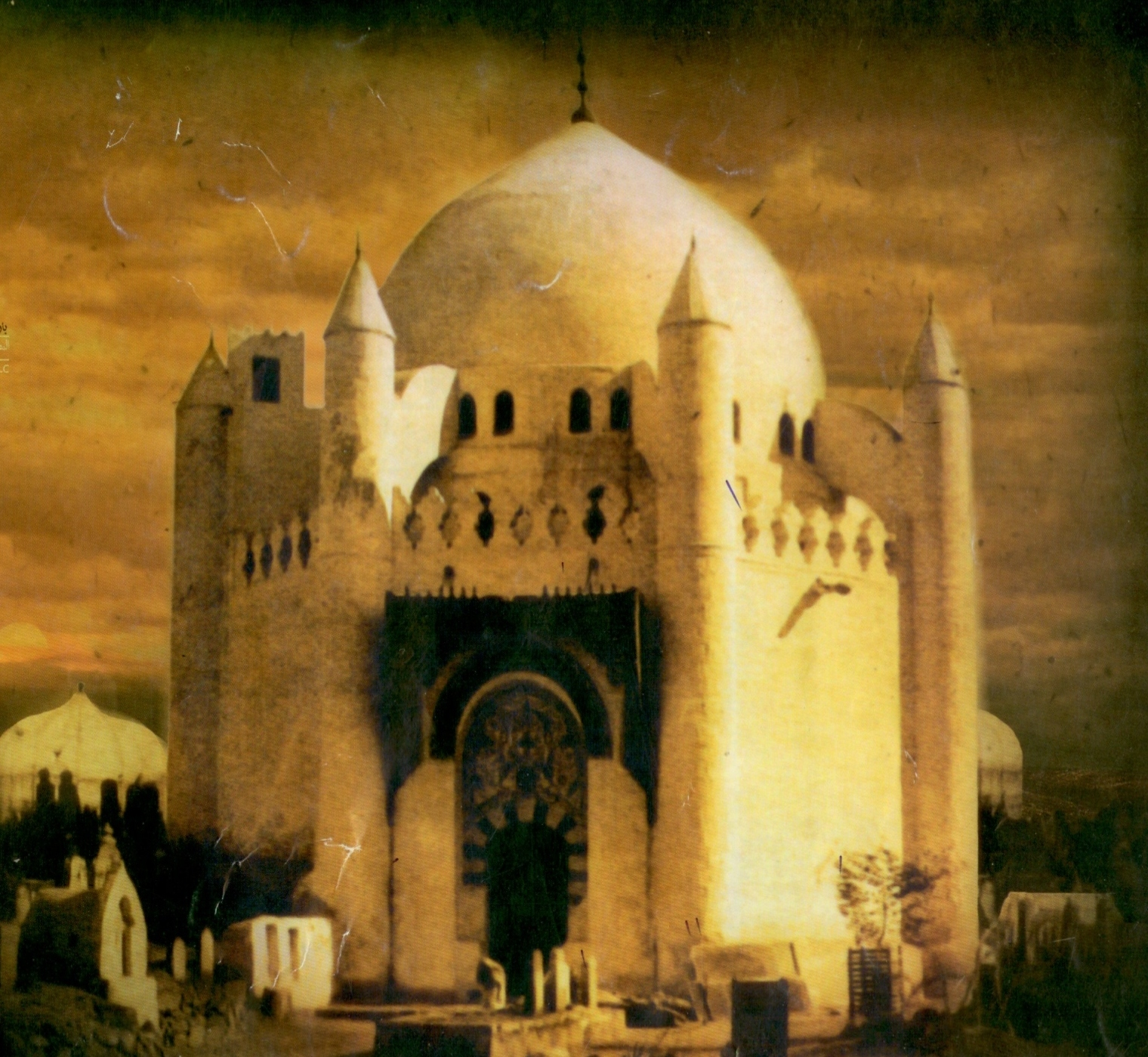
Helgedomen i Al-Baqi', förstörd år 1925; Imam Jafar as-Sadiq är en av fyra shiaimamer som är begravda där.

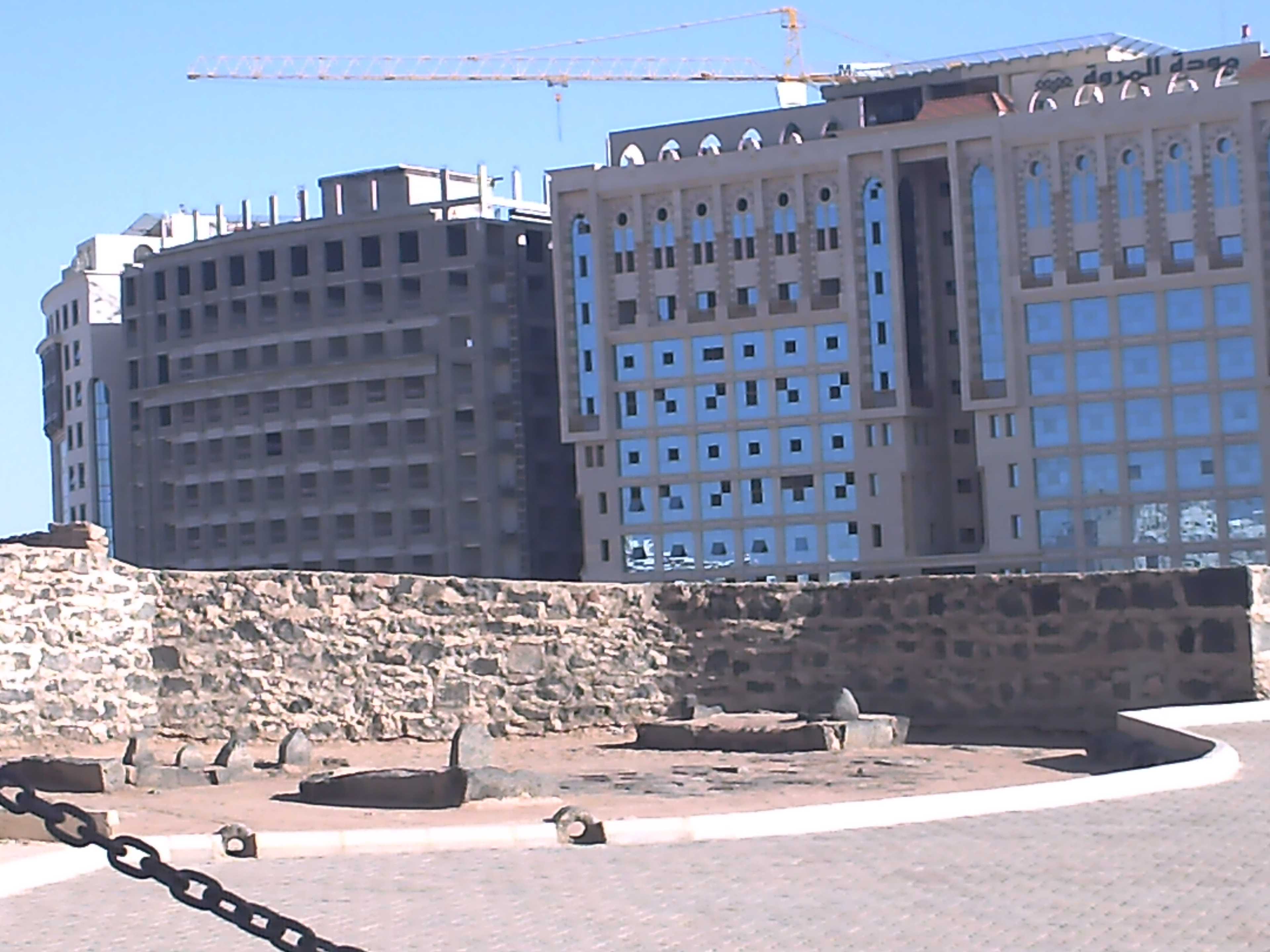
Imam Sadiqs grav i Medina i nuvarande Saudiarabien.

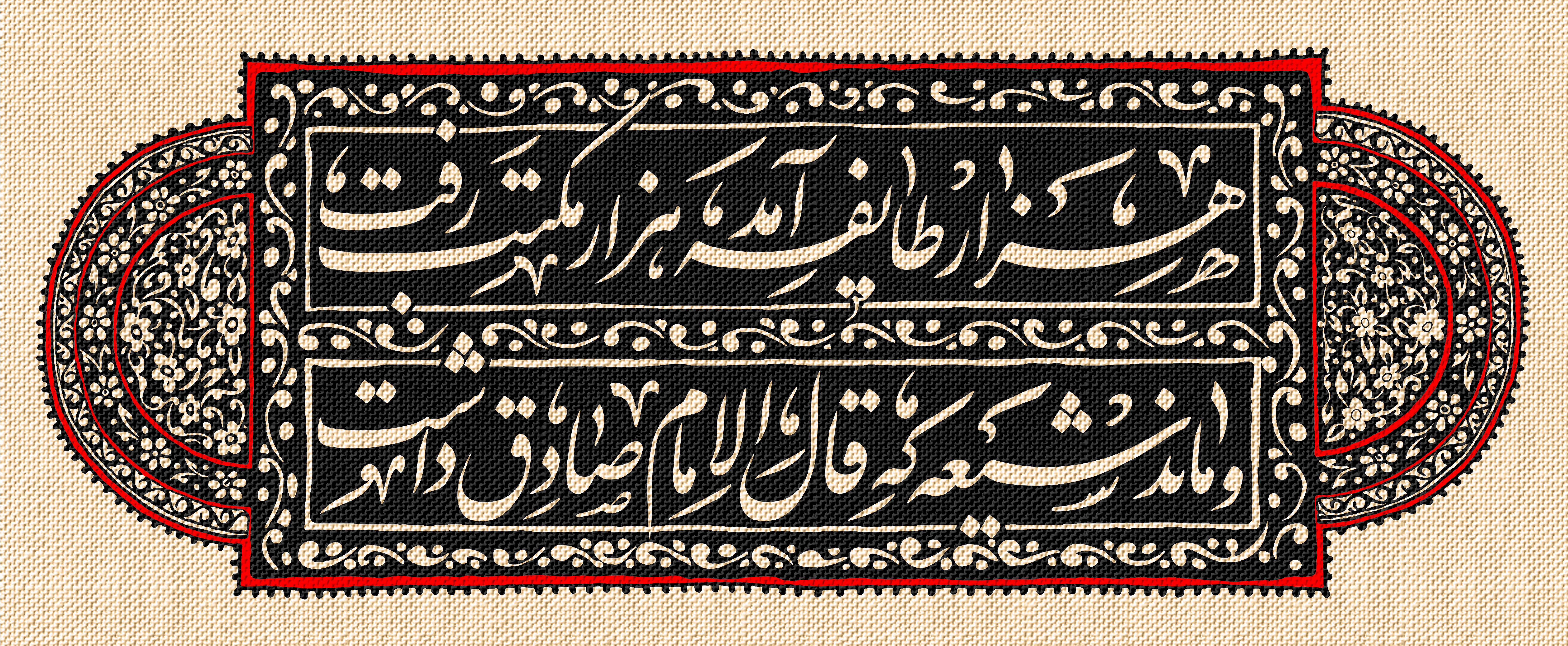
En dikt på persiska där det står: "Tusen klaner kom, tusen skolor gick; Och shia kvarstod som hade 'al-Imam Sadiq sa'".

Jafar as-Sadiq (arabiska: جعفر الصادق), född 702 i Medina, död 765, var en arabisk religionslärd, rättslärd och vetenskapsman. Han var shiaimam (den sjätte enligt imamiterna och den femte enligt ismailiterna). Han betraktas som felfri av shiitiska muslimer. Abu Hanifa och Malik ibn Anas, som grundade två sunnitiska lagskolor (madhhab), var elever till Jafar as-Sadiq. Det var även Wasil ibn Ata som etablerade den mutazilitiska skolan inom islamisk teologi (kalam). Även den kända fysikern och kemisten Jabir ibn Hajjan eller Geber som han kallades i Europa var imam Jafar as-Sadiqs elev.

## Liv

### Under de abbasidiska härskarna
Åren av övergång från umayyaderna till abbasiderna var en period av svag central auktoritet, vilket tillät al-Sadiq att undervisa fritt. Cirka fyra tusen lärda rapporteras således ha studerat under al-Sadiq. Bland dessa var Abu Ḥanifa och Malik ibn Anas, grundare av Hanafi- och Maliki-lagskolorna inom sunniislam. Wasil ibn Ata, grundaren av Mu'tazila-skolan, var också bland hans elever.

## Ledarskap
Hans ledarskap efter sin far Muhammad ibn Ali började samtidigt som de sista åren för umayyadernas kalifat och början på abbasidkalifatet. På grund av det politiska systemets svaghet och turbulens hittade han ett mycket lämpligt tillfälle för kulturella och religiösa aktiviteter. Å andra sidan ägde många kulturella och intellektuella rörelser rum under hans tid och olika skolor och grupper i den islamiska världen möttes. Grunden för aktiviteter skapades på sådant vis för honom att majoriteten av de shiitiska haditherna i alla områden återberättas från Jafar as-Sadiq och att den shiitiska skolan kallas för jafari-skolan. Den shiitiska rättsvetenskapen baseras för det mesta på traditioner som finns kvar från honom, och därmed kallar man även tolv-imam-shiiternas rättsskola för jafari-skolan.

### Efterträdarskap
Efter as-Sadiqs bortgång splittrades shiitiska muslimer över frågan om hans efterträdare. Enligt imamiterna eller tolv-imam-shiiterna var Musa al-Kazim hans rätta efterträdare. Ismailiterna eller sju-imam-shiiterna valde däremot en annan efterträdare. Imam Musa al-Kazim gick bort år 795 i Sindi ibn Shahiq-fängelset i Bagdad.

## Död
Enligt shiitiska källor förgiftades imam as-Sadiq av den abbasidiske kalifen Mansur Dawaniqi vid 65 års ålder den 25 shawwal år 757 (148 AH) i Medina. Han levde längst av shiamuslimernas elva första imamer. Enligt Tabatabai fick al-Sadiq, efter att ha hållits fängslad i Samarra, återvända till Medina där han tillbringade resten av sitt liv gömd tills han förgiftades på order av al-Mansur. Han begravdes på al-Baqi-begravningsplatsen i Medina, och hans grav var en pilgrimsplats fram till 1926. Det var då som wahhabiterna, under ledning av Ibn Saud, kungen som grundade Saudiarabien, erövrade Medina för andra gången och raserade alla gravar utom den islamiske profetens. Enligt Tabatabai, efter att ha hört nyheten om hans död, beordrade al-Mansur guvernören i Medina att halshugga al-Sadiqs arvtagare, den blivande imamen. Guvernören fick dock veta att al-Sadiq hade valt fyra personer, snarare än en, för att administrera sin vilja: al-Mansur själv, guvernören, imamens äldste (överlevande) son Abdullah al-Aftah och Musa al-Kazim, hans yngre son. al-Mansurs komplott omintetgjordes därmed.

## Bidrag

### Jafari-rättsskolan
Den shiitiska rättsvetenskapen blev känd som den jafaritiska rättsvetenskapen efter Jafar as-Sadiq, på grund av att Jafars rättsvetenskapliga regler är den viktigaste källan för den shiitiska rättsvetenskapens regler. Lik den sunnitiska lagen baseras den jafaritiska rättsvetenskapen på Koranen och hadither, och även på konsensus (ijma'). Men i kontrast till sunniter ger shiiter en större vikt till intellektuellt tänkande ('aql), medan sunniter endast tillåter en form av analogiskt tänkande (qiyas). As-Sadiq presenteras som en som avvisar sina samtidas personliga åsikter (ra'y) och analogiskt tänkande (qiyas) argumenterandes att Guds lag beror på omständigheter och är oförutsägbar och att tjänarnas ansvar inte är att genom tänkande komma fram till lagen, snarare genom att underkasta sig till Guds outgrundliga vilja som meddelas av imamen. I sin bok Maqbula frågar Omar ibn Hanzala (en av as-Sadiqs lärlingar) imamen hur rättsliga dispyter bland folket ska lösas, och ifall man ska ta sådana fall till regenten (sultanten) och hans domare. Jafar as-Sadiq svarar negativt sägandes att de som tar sina dispyter till regenterna och deras domare endast får soht (illegala beslut). Istället rekommenderar as-Sadiq ett inofficiellt system av rättvisa för samhället, och att disputanterna ska vända sig till "de som återberättar våra (imamernas) hadither". Anledningen till detta är att imamerna har "gjort sådana som domare (ḥākim) över er".

### Läran om taqiya
Taqiya är en form av religiös förställning, där en individ kan dölja sin tro under förföljelse. Taqiya introducerades av al-Baqir och förespråkades senare av al-Sadiq för att skydda sina anhängare från åtal vid den tidpunkt då al-Mansur, den abbasidiska kalifen, förde en brutal kampanj mot aliderna och deras anhängare. Denna doktrin är baserad på vers 16:106 i Koranen, där Guds vrede sägs vänta på den avfällige; "inte den som är utsatt för tvång, fastän hans hjärta förblir tryggt i sin övertygelse". Enligt Amir-Moezzi betyder taqiya i de tidiga källorna "att bevara eller skydda hemligheterna i imamernas undervisning", vilket ibland kan ha resulterat i motsägelsefulla traditioner från imamerna. I sådana fall, om en av de motsägelsefulla rapporterna stämmer överens med motsvarande sunnitiska doktrin, skulle den förkastas eftersom imamen måste ha kommit överens med sunniter för att undvika åtal mot sig själv eller sitt samhälle. Armstrong föreslår att taqiya också höll konflikten till ett minimum med de religiösa lärda (ulama) som inte höll med de shiitiska lärorna.

### Fri vilja
När det gäller frågan om predestination och fri vilja, som var under mycket diskussion vid den tiden, följde al-Sadiq sin far och skildrade mänskligt ansvar men bevarade Guds envälde, och hävdade att Gud bestämde vissa saker absolut men lämnade andra åt mänsklig handling. Denna kompromiss, som blev allmänt antagen efteråt, framhävdes när al-Sadiq tillfrågades om Gud tvingar Sina tjänare att göra ondska eller om Han hade delegerat [absolut] makt till dem. Han svarade negativt på båda frågorna och föreslog istället:
Välsignelserna av er Herre är mellan dessa två.

## Verk

### Hadith om Guds existens
Traditionen om myrobalanfrukten (Hadith al-Halila) har återberättats från imamen via hans följeslagare Mufaddal ibn Umar al-Jaufi i boken Bihar al-Anwar. Hadithen är en dialog mellan imamen och en ateistisk fysiker från Indien. Genom att använda rationella argument och myrobalanfrukten som dess tema övertygar imamen ateisten bortom tvivel om Guds den Allsmäktiges existens och egenskaper.

### Källhänvisningar
1. 1 2  A Brief History of The Fourteen Infallibles, Ansariyan Publications, 2004, ISBN 978-964-438-127-0.[källa från Wikidata]
2. ↑  Муса ибн Джафар, Islamskij entsiklopeditjeskij slovar'.[källa från Wikidata]
3. ↑  Джафар ас-Садик, Islamskij entsiklopeditjeskij slovar'.[källa från Wikidata]
4. ↑  Tabatabai 1977, s. 203, 204.
5. ↑  Momen 1985, s. 38.
6. 1 2  Takim 2004a.
7. ↑  Adamec 2017, s. 224.
8. ↑  Abd-Allah 2013, s. 44.
9. 1 2  Donaldson 1933, s. 132.
10. ↑  Haywood 2022.
11. ↑  Tabatabai, Sayyid Muhammad Husayn (1997). Shi'ite Islam. Translated by Seyyed Hossein Nasr. SUNY press. pp. 68–69, 179–181. ISBN 0-87395-272-3.
12. ↑  [/page.php?pid=۱۲۷۴۹ «امام صادق علیه السلام»] (فارسی). دائرةالمعارف طهور.
13. ↑  حسن‌زاده آملی. فضایل و سیره چهارده معصوم (ع). ۳۵۴.
14. ↑  Haywood, John A. "Jaʿfar ibn Muḥammad". Encyclopedia
15. ↑  Tabataba'i, Muhammad Husayn (1981). A Shi'ite Anthology. Selected and with a Foreword by Muhammad Husayn Tabataba'i; Translated with Explanatory Notes by William Chittick; Under the Direction of and with an Introduction by Hossein Nasr. State University of New York Press. pp. 9–11, 42–43. ISBN 978-0-585-07818-2.
16. 1 2 3  Momen 1985, s. 39.
17. 1 2  Campo 2009.
18. ↑  عقیقی بخشایشی، دورنمایی از زندگانی امام جعفر صادق علیه‌السلام، ص ۳۰۹.
19. ↑  .شیخ عباس قمی، کلیات مفاتیح الجنان
20. ↑  Gleaves, Robert. "JAʿFAR AL-ṢĀDEQ i. Life".
21. ↑  Tabatabai 1977, s. 204.
22. ↑  Adamec 2017, s. 53.
23. ↑  Daftary 2013, s. 56.
24. ↑  Tabatabai 1977, s. 204–205.
25. ↑  Martin, Richard C. (2003). Encyclopedia of Islam and the Muslim World, A-Z. Macmillan Reference USA. sid. 369, 625. ISBN 978-0028656038
26. 1 2 3  Gleaves, Robert. "JAʿFAR AL-ṢĀDEQ i. Life".
27. ↑  Sharif, Mian Mohammad (1966). History of Muslim Philosophy, Vol 2. Germany: Allgauer Heimatverlag GmbH. sid. 906–907
28. 1 2 3 4 5  Gleave 2004.
29. ↑  Daftary 2013, s. 44.
30. ↑  ”Koranens budskap”. koranensbudskap.se. Arkiverad från originalet den 8 januari 2023. https://web.archive.org/web/20230108213705/http://koranensbudskap.se/translations.aspx?chapterID=16&verseNr=106&langID=. Läst 8 januari 2023.
31. ↑  Adamec 2017, s. 102.
32. 1 2  Amir-Moezzi 1994, s. 26.
33. ↑  Armstrong 2002, s. 66.
34. ↑  Donaldson 1933, s. 135.
35. ↑  Lalani 2006.
36. 1 2  Haywood 2022.
37. ↑  Gleave 2012.
38. ↑  ”Tradition of Myrobalan Fruit (Hadith al-Halila)” (på engelska). Al-Islam.org. 6 februari 2013. https://www.al-islam.org/tradition-myrobalan-fruit-hadith-al-halila-imam-jafar-al-sadiq. Läst 3 maj 2019.